# Prat (obra de teatro)
Prat es una obra de teatro chilena escrita por Manuela Infante. Desde su creación en 2001, y tras recibir financiamiento del Fondo Nacional para el Desarrollo Cultural y las Artes (Fondart), la obra fue objeto de controversia por la manera en que representaba a Arturo Prat, siendo criticada por varios sectores, incluida la Armada de Chile. Esta oposición fue resistida por otras personas que denunciaron un intento de censura y un ataque a la libertad de expresión.

## Historia
La obra fue producida por la compañía Teatro de Chile, creada en 2001 por alumnos del Departamento de Teatro de la Universidad de Chile. Escrita por Manuela Infante, la obra fue estrenada en el Festival de Dramaturgia y Dirección Víctor Jara, en octubre de 2001, siendo dirigida por Infante y por María José Parga. Contó con las actuaciones de Héctor Morales, Juan Pablo Peragallo, Rodrigo Sobarzo, Eduardo Díaz, Tomás Espinoza, Eduardo Luna y José Miguel Jiménez. En el festival recibió el premio al mejor actor, por el trabajo de Morales, y al mejor montaje.
Los reconocimientos recibidos en el festival incluían también la posibilidad de exhibir la obra en la sala Sergio Aguirre, de la Universidad de Chile, al año siguiente. Para contar con mayores recursos en el montaje de la obra, los realizadores postularon al Fondo Nacional para el Desarrollo Cultural y las Artes (Fondart), siendo beneficiados con una asignación de $2.393.107.
En la obra, el protagonista Arturo Prat es caracterizado como un adolescente de 16 años, vulnerable, que se enfrenta a las dudas de convertirse en héroe. Demuestra, además, una dependencia de su madre y una tendencia a beber alcohol. En una reseña que publicó sobre la obra, la escritora Alejandra Costamagna se refirió a ella como "una fresca relectura del patriotismo, del discurso del éxito y de la figura de Prat, a quien sitúa como un héroe descreído y frágil, acaso un antihéroe".
Durante el año 2002, mientras se realizaban los preparativos para la exhibición de la obra en la sala Sergio Aguirre, surgieron críticas de oficiales en retiro, políticos y otros sectores acerca de la manera en que trataba a la figura de Prat. Jorge Swett Madge, exalmirante, exrector de la Pontificia Universidad Católica de Chile y entonces vocero de la Cámara de Almirantes en Retiro, sostuvo: "La personalidad de Arturo Prat es demasiado grande, nacional e internacionalmente reconocida, para que un pequeño grupo de teatro pueda mancillar su imagen entre los chilenos de corazón bien puesto".
El 6 de septiembre, la Corporación 11 de Septiembre interpuso una querella en contra del Ministerio de Educación y del Fondart, por autorizar y financiar la obra, argumentando que constituye una infracción a la Ley de Seguridad del Estado. Otros recursos judiciales deducidos contra la obra, en este caso recursos de protección, fueron interpuestos por descendientes en línea directa de Arturo Prat y representantes del instituto histórico Arturo Prat. La querella fue declarada inadmisible, mientras que los recursos de protección fueron rechazados por los tribunales.
Frente a estos cuestionamientos surgieron otra muestras de apoyo a la obra. En un acto del 26 de septiembre de 2002, realizado en la sala Agustín Sire del Departamento de Teatro de la Universidad de Chile, se reunieron la directora del Fondart, Nivia Palma, y representantes de las organizaciones Sidarte, la Asociación de Dramaturgos Chilenos y la Asociación de Directores de Teatro, defendieron la exhibición de Prat.
A raíz de la polémica en torno a la obra, Nivia Palma presentó su renuncia al Fondart el 30 de septiembre de 2002 con una carta dirigida a la división de cultura del Ministerio de Educación. Palma señaló que la entonces ministra de educación, Mariana Aylwin, le había prohibido asistir al estreno de la obra y hablar con los medios de comunicación sobre el tema.
En la sesión del Senado del 2 de octubre de 2002, el senador y excomandante en jefe de la Armada de Chile Jorge Arancibia cuestionó la selección que efectuaba el Fondart para financiar algunos proyectos artísticos, haciendo énfasis en la obra de teatro Prat. Otros senadores que se sumaron a las críticas fueron Evelyn Matthei, Julio Canessa, Fernando Cordero, Jorge Martínez, Antonio Horvath, Rodolfo Stange y Ramón Vega. En tanto, el 10 de octubre de 2002 los diputados Maximiano Errázuriz, Rosauro Martínez, Eugenio Bauer, Samuel Venegas y Leopoldo Sánchez solicitaron a la ministra de educación suspender la exhibición de la obra.
El 17 de octubre de 2002, en la función de preestreno de la obra en la Sala Sergio Aguirre, un grupo de manifestantes protestó en contra de la producción, con incidentes que incluyeron una amenaza de bomba, agresiones, un camarógrafo herido y tres detenidos. La noche de su estreno, el 18 de octubre, la obra pudo ser presentada a pesar de unos incidentes menores entre manifestantes.
El texto de la obra fue publicado a través del libro Prat seguida de Juana de 2004, que además incluyó el guion de otra obra de Infante, Juana. La publicación estuvo a cargo de Ediciones Ciertopez.
En 2009, como parte del II Festival de Teatro Container realizado en Valparaíso, la compañía Teatro de Chile estrenó Arturo, una obra dirigida por Juan Pablo Peragallo que se refirió a los sucesos que rodearon a Prat. La obra fue protagonizada por Héctor Morales y Cristián Carvajal.
La controversia de Prat fue incluida en la serie documental Chile en llamas, que aborda diferentes intentos de censura en el país. El trabajo fue creado por Carmen Luz Parot y estrenado por Chilevisión en 2015.